# Plymouth Acclaim
La Plymouth Acclaim est une berline de taille moyenne produite de 1989 à 1995. L'Acclaim remplace la Caravelle . Il s'agit de la version Plymouth de la Dodge Esprit, et de la Chrysler LeBaron, Elle a été remplacée par la Plymouth Breeze en 1996.

## Plate-forme
L'Acclaim est une version de berline à quatre portes de carrosserie AA du groupe Chrysler. La production de l'Acclaim a pris fin le 9 décembre 1994 et  Plymouth Breeze, utilisant le Cab forward, a été introduite en remplacement, faisant de l'Acclaim l'une des derniers voitures conçue avec la plate-forme K-car de Chrysler.

## Positionnement sur le marché
Les voitures à carrosserie AA étaient trois voitures identiques vendues sous diverses marques, comme la plupart des produits Chrysler de cette époque. L'Acclaim se distinguait de la LeBaron et de l'Esprit principalement par le choix de ses jantes, ses moulures latérales et ses carénages. À l'instar des véhicules K-body et E-body qu'ils ont remplacés, les modèles Acclaim et Spirit ont tous deux été commercialisés comme des variantes classiques, tandis que la Chrysler LeBaron a été commercialisée comme variante de luxe. Malgré cela, il y avait un chevauchement important des garnitures et de l'équipement entre chaque voiture. Par exemple, une Acclaim toutes-options était presque similaire à un LeBaron de base en termes de fonctionnalités et de prix.
En plus de son modèle de base d'entrée de gamme, l'Acclaim était initialement disponible dans les versions de milieu de gamme LE et haut de gamme LX. Les modèles LE et LX sont dotés de caractéristiques telles que des sièges en tissu haut de gamme, le verrouillage électrique, des systèmes audio haut de gamme, des revêtements latéraux, et des roues en aluminium de 15 pouces à branches dentées. En dépit de cela, le modèle de base représentait près de 85% des ventes . Contrairement à l'Esprit, l'Acclaim n'était pas vendue dans une version sport.
La reconnaissance a également caractérisé le remplacement de la Reliant,,.

## Versions et ventes

### Niveaux de finition
- Base • de 1989 à 1995
- LE • 1989-1992
- LX • 1989-1992

| Année                       | Unités                      |
| 1989                        | 77 752                      |
| 1990                        | 110 330                     |
| 1991                        | 97 146                      |
| 1992                        | 77 105                      |
| 1993                        | 55 531                      |
| 1994                        | 40 294                      |
| 1995                        | 12 331                      |
| Production Totale = 470 489 | Production Totale = 470 489 |
| --------------------------- | --------------------------- |

## Moteurs

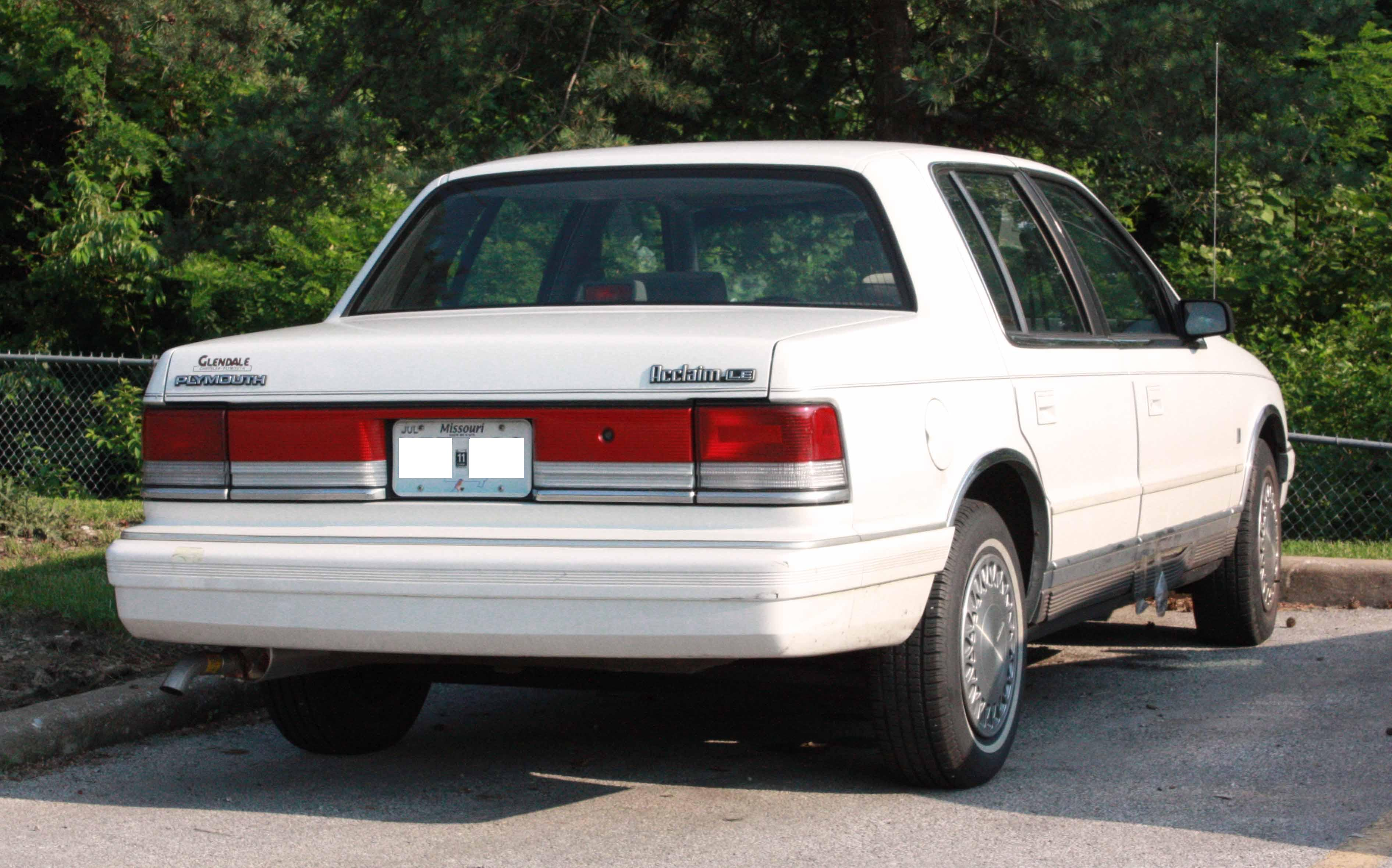
Plymouth Acclaim LE, vue arrière

L'Acclaim était disponible avec plusieurs moteurs différents. Un moteur Chrysler en ligne 4 cylindres de 2,5 L (153 pouces cubes) d'une puissance de 100 ch (75 kW) avec injection était en équipement standard. Un Mitsubishi V6 de 3,0 L (183 pouces cubes) produisant 141 ch (105 kW) avec injection de carburant multipoint était de série sur l'Acclaim LX, en option sur les autres. Les modèles de base et LE de 1989 à 1992 étaient également disponibles avec une version suralimentée du quatre cylindres de 2,5 litres produisant 150 ch (112 kW). En 1993, 1994 et 1995, une Acclaim à carburant flexible était proposé, alimenté par une injection de carburant multipoint, de 107 ch (80 kW). Elle était dérivée du moteur de 2,5 litres spécialement modifié pour fonctionner avec du carburant contenant jusqu'à 85% d'éthanol.

## Boites de vitesses
Plusieurs boîtes de vitesses manuelles à cinq vitesses étaient disponibles, en fonction du moteur installé, mais relativement peu de modèles étaient équipés de boîtes de vitesses manuelles. La boîte automatique à trois vitesses TorqueFlite était l’installation la plus répandue sur les Acclaim avec des moteurs TBI et MPFI à 4 cylindres. Elle a également été largement installée avec le V6 de 1993 à 1995. 
- 5 vitesses manuel
- 3 vitesses A413 automatique
- 3 vitesses A670 automatique
- 4 vitesses A604 automatique

## Abandon et remplacement
La production a pris fin le 9 décembre 1994, avec la Dodge Esprit et la Chrysler LeBaron. 
Chrysler n'a pas tout de suite remplacé l'Acclaim, mais en 1996, la Plymouth Breeze est apparue.